# Безлихотнов, Никита Сергеевич
Никита Сергеевич Безлихо́тнов (род. 19 августа 1990, Москва) — российский футболист, полузащитник. Мастер спорта России.

## Клубная карьера
Воспитанник ФШМ «Торпедо».
В составе «Торпедо» дебютировал в 17-летнем возрасте 16 апреля 2008 года в матче против молодёжного состава московского «Спартака», первым голом в составе автозаводцев отметился неделей спустя в поединке с ЛФК «Динамо». В сезоне 2012/13 провёл 28 матчей в первенстве ФНЛ и забил 7 мячей. «Кубань» приобрёла полузащитника в 2013 году, соглашение было рассчитано на три года. За клуб дебютировал в матче квалификации Лиги Европы против «Мотеруэлла» (1:0), отыграл шесть минут.
Осенью 2013 года перешёл в донецкий «Металлург» на правах аренды, в январе 2014 года вернулся в «Кубань».
Летом 2014 года подписал трёхлетнее соглашение с «Уфой». Провёл за клуб 11 матчей.
В феврале 2015 года на правах аренды перешёл в калининградскую «Балтику» до конца сезона. Сыграл в составе команды 13 матчей во всех турнирах и забил 2 мяча (1 с пенальти).
После сезона 2014/15 перешёл на правах сезонной аренды в «СКА-Энергия».
С 2022 года играет в медиафутбол: выступал за команду Reality, Fight Nights и «Народную команду».

## Карьера в сборной
Вызывался во вторую сборную России, в молодёжную. Играл за студенческую сборную России на универсиаде в Казани, сыграл шесть матчей, забил два гола, один из них с пенальти.

## Личная жизнь
Жена Екатерина — мастер спорта по гимнастике, есть дочь.